# 維塔奇夫
50°6′50″N 30°52′20″E / 50.11389°N 30.87222°E
維塔奇夫（烏克蘭語：Витачів）是位於烏克蘭北部的村莊，由基辅州奧布希夫區的烏克蘭卡市鎮負責管轄。該村距離奧布希夫21公里，面積0.17平方公里，海拔高度145米，2001年人口816。